# Lac de Cabra Corral
La retenue de Cabra Corral, née du barrage de Cabra Corral (ou Presa General Belgrano), se trouve en province argentine de Salta, sur le cours du río Salado del Norte qui porte le nom de río Juramento dans ce secteur. Elle est destinée à alimenter la centrale hydraulique et d'assurer les quantités d'eau nécessaires à l'irrigation en aval.
Elle est de grande importance pour la génération d'énergie pour les provinces du Nord-ouest argentin, et pour contenir les flots et éviter les inondations pour de vastes surfaces agricoles.

## Situation
Ses coordonnées sont 25° 16′ 00″ S, 65° 22′ 00″ O.
Le lac est situé dans la vallée de Lerma, à une quarantaine de kilomètres à vol d'oiseau au sud de la grande ville de Salta.

## Alimentation
La retenue de Cabra Corral se trouve au confluent de deux importants sous-bassins hydrologiques:
- À droite, au sud : le système du río Calchaquí-Las Conchas-Guachipas (y compris le río Santa María, affluent principal) avec une superficie de 25 749 km2 et un débit moyen de 5,60 m3/s. Le nom de ce système représente la séquence des appellations successives utilisées pour désigner le cours supérieur du río Salado del Norte.
- À gauche, venu du nord (région de Salta) : le système du río Árias-Arenales avec une superficie de 6 986 km2 et un débit moyen de 24,50 m3/s.

## Données chiffrées du lac de retenue
- La surface du lac de Cabra Corral se trouve à une altitude de 1 037 m.
- Son niveau peut fluctuer de 47 mètres.
- Sa superficie est de 115 000 000 m2 soit 115 km2 (plus de deux fois celle du lac du Bourget en France).
- Sa profondeur moyenne est de 27 mètres.
- Sa profondeur maximale est de 67 mètres.
- Le volume d'eau contenu est de 2,25 milliards de mètres cubes.
- La longueur de ses rives est de 158 km.
- Le temps de résidence des eaux est de 2,6 ans.
- L'étendue de son bassin est de 32 735 km2
- Le débit de son émissaire, le río Salado del Norte ou río Juramento mesuré sur 34 ans (1934-1968) est de 29,8 m3/s à la sortie du lac, c’est-à-dire au niveau du barrage General Belgrano[2].

## Pêche
Le lac de Cabra Corral, est un lieu de choix pour les pêcheurs des provinces de Salta, Jujuy et Tucumán. On y rencontre diverses espèces de poissons : le pejerrey (Odontesthes bonariensis) est le plus apprécié du point de vue sportif. On y trouve aussi le dentudo (Acestrorhynchus pantaneiro), le tararira (Hoplias malabaricus), des bagres(ou poissons-chat), le sábalo (Prochilodus lineatus), des anguilles, des yuscas (Trichomycterus corduvensis) ; l'Oligosarcus jenynsii est abondant .